# خورشیدگرفتگی ۹ سپتامبر ۱۹۰۴
خورشیدگرفتگی ۹ سپتامبر ۱۹۰۴ (به انگلیسی: Solar eclipse of September 9, 1904) یک خورشیدگرفتگی از نوع خورشیدگرفتگی کامل است که در تاریخ ۹ سپتامبر ۱۹۰۴ میلادی روی داد. زمان اوج این خورشیدگرفتگی، ساعت ۲۰:۴۴:۲۱ بوده‌است.
خورشیدگرفتگی هنگامی روی می‌دهد که ماه میان زمین و خورشید جای گیرد و به این ترتیب، همه یا بخشی از چهرهٔ خورشید از زمین پوشیده می‌شود. خورشیدگرفتگی کامل هنگامی روی می‌دهد که قطر دیداری ماه از خورشید بیشتر باشد در این صورت، راه رسیدن نور مستقیم خورشید به زمین بسته می‌شود و روز مانند شب تاریک می‌گردد.مدت زمان این خورشیدگرفتگی ۶ دقیقه و ۲۰ ثانیه بود.